# Birgit Heeb
Birgit Heeb (Mauren, 14 ottobre 1972) è un'ex sciatrice alpina liechtensteinese specialista dello slalom gigante.
Portabandiera del Liechtenstein durante la cerimonia di apertura dei XVI Giochi olimpici invernali di Albertville 1992, in seguito al matrimonio assunse anche il cognome del coniuge e nell'ultimo scorcio di carriera (stagioni 2001-2003) gareggiò come Birgit Heeb-Batliner.

## Biografia

### Stagioni 1991-1998
Birgit Heeb esordì in campo internazionale in occasione dei Mondiali juniores di Geilo/Hemsedal 1991; l'anno dopo ai XVI Giochi olimpici invernali di Albertville 1992, dopo essere stata portabandiera del Liechtenstein durante la cerimonia di apertura, si classificò 30ª nel supergigante, 20ª nella combinata e non completò lo slalom gigante. Nel 1993 ottenne il suo primo piazzamento in Coppa del Mondo (53ª nella discesa libera di Haus del 22 gennaio) ed esordì ai Campionati mondiali: nella rassegna iridata di Morioka fu 32ª nel supergigante.
Ai XVII Giochi olimpici invernali di Lillehammer 1994 si classificò 11ª nello slalom gigante e non terminò il supergigante, mentre due anni dopo, ai Mondiali di Sierra Nevada 1996, fu 7ª nello slalom gigante. 23ª nel supergigante e fuori gara nello slalom gigante dei Mondiali di Sestriere 1997, ai XVIII Giochi olimpici invernali di Nagano 1998 nello slalom gigante chiuse al 9º posto, suo miglior piazzamento olimpico in carriera.

### Stagioni 1999-2003
Il 19 novembre 1998 a Park City colse, sempre in slalom gigante, il primo podio in Coppa del Mondo (3ª); nella stessa stagione gareggiò nella medesima specialità anche ai Mondiali di Vail/Beaver Creek (12ª). Due anni dopo, nella rassegna iridata di Sankt Anton am Arlberg 2001, ottenne sempre in slalom gigante il suo miglior piazzamento ai Mondiali, chiudendo al 5º posto.
Fuori gara nello slalom gigante dei XIX Giochi olimpici invernali di Salt Lake City 2002, sua ultima presenza olimpica, all'inizio della stagione seguente, il 21 novembre 2002, colse  a Park City l'unica vittoria (nonché ultimo podio) in Coppa del Mondo, sempre in slalom gigante. Partecipò ancora ai Mondiali di Sankt Moritz 2003 (10ª nello slalom gigante) e si ritirò al termine di quella stessa stagione; la sua ultima gara in Coppa del Mondo fu lo slalom gigante di Lillehammer del 16 marzo, che non portò a termine.

## Palmarès

### Coppa del Mondo
- Miglior piazzamento in classifica generale: 30ª nel 2000
- 5 podi:
  - 1 vittoria
  - 1 secondo posto
  - 3 terzi posti

#### Coppa del Mondo - vittorie
| Data             | Località  | Paese       | Specialità |
| ---------------- | --------- | ----------- | ---------- |
| 21 novembre 2002 | Park City | Stati Uniti | GS         |

Legenda:

GS = slalom gigante

### Coppa Europa
- 2 podi (dati dalla stagione 1994-1995):
  - 1 vittoria
  - 1 secondo posto

#### Coppa Europa - vittorie
| Data            | Località | Paese    | Specialità |
| --------------- | -------- | -------- | ---------- |
| 14 gennaio 2002 | Arosa    | Svizzera | GS         |

Legenda:

GS = slalom gigante

### Nor-Am Cup
- 1 podio (dati dalla stagione 1994-1995):
  - 1 vittoria

#### Nor-Am Cup - vittorie
| Data             | Località     | Paese       | Specialità |
| ---------------- | ------------ | ----------- | ---------- |
| 24 novembre 1998 | Beaver Creek | Stati Uniti | GS         |

Legenda:

GS = slalom gigante

### Campionati liechtensteinesi
- 7 medaglie (dati dalla stagione 1994-1995)[2]:
  - 6 ori (slalom gigante nel 1995; slalom gigante nel 1997; slalom gigante nel 1998; slalom gigante nel 1999; slalom gigante, slalom speciale nel 2002)
  - 1 bronzo (slalom speciale nel 1998)

### Campionati svizzeri
- 2 medaglie (dati dalla stagione 1994-1995)[2][3]:
  - 1 oro (slalom gigante nel 1999)
  - 1 argento (slalom gigante nel 2000)

## Riconoscimenti
È stata nominata otto volte sportiva dell'anno dal Comitato olimpico liechtensteinese